# Леонтьев, Михаил Сергеевич
Михаил Сергеевич Леонтьев (род. 19 сентября 1966 года) — российский художник-монументалист. Заслуженный художник Российской Федерации (2019).

## Биография
Родился 19 сентября 1966 года. Окончил художественную школу, затем художественное училище. В 1994 году окончил факультет художника-постановщика кино и телевидения ВГИК, мастерскую Петра Пашкевича и Александра Попова.
Работал в театре, кино и на телевидении. В 1996 году был художником-постановщиком музыкального фильма «Лиза и Элиза».
С 1993 года занимается иконописью, монументальной храмовой живописью, мозаикой, проектированием, реставрацией и реконструкцией храмов Русской православной церкви. Наиболее известными работами художника являются росписи храма Воскресения Христова и Новомучеников и Исповедников Церкви Русской Сретенского монастыря; мозаики, росписи и иконы нижнего храма Святого Равноапостольного Великого князя Владимира Главного храма Вооружённых сил Российской Федерации, а также Главная икона храма Вооружённых Сил Российской Федерации «Спас Нерукотворный». С момента создания икона побывала в 120 городах России и более 150 храмах.
Член Творческого союза художников России с 2000 года.

## Основные работы
- Роспись храма Святых Новомучеников и Исповедников Российских, памятник истории «Спецобъект Коммунарка», Москва (2007)
- Роспись храма во имя святого равноапостольного князя Владимира, Кореновск, Краснодарский край (2010)[6]
- Роспись храма во имя святого преподобного Алексия, человека Божия, село Репное, Воронежская область (2013)
- Роспись, оформление фасадов Сретенской духовной семинарии, Москва (2013)
- Роспись храма Воскресения Христова и Новомучеников и Исповедников Церкви Русской, Москва (2017)[7]
- Роспись трапезной Сретенского монастыря, Москва (2018)
- Мозаики, росписи, иконы нижнего храма Святого Равноапостольного Великого князя Владимира Главного храма Вооружённых сил Российской Федерации, Кубинка, Московская область (2020)
- Главная икона Вооружённых Сил Российской Федерации — Спас Нерукотворный (2020)
- Главная икона Воздушно-космических сил и Воздушно-десантных войск — Святой пророк Илия (2020)
- Главная икона Ракетных войск стратегического назначения — Святая великомученица Варвара (2020)
- Главная икона Военно-Морского флота России — Святой апостол Андрей Первозванный (2020)
- Главная икона Сухопутных войск — Святой Благоверный Великий князь Александр Невский (2020)
- Главная икона небесного покровителя Военной академии Генерального штаба Вооружённых сил РФ — Святой Архангел Михаил (2020)
- Реставрация фресок храма Сретения Владимирской иконы Божией Матери Сретенского монастыря (2021).

## Награды
- Орден Сретенского монастыря (2018) — «За роспись храма Новомучеников и Исповедников Церкви Русской на Лубянке»
- Почётная грамота Правительства Воронежской области (2018) — «За роспись храма Преподобного Алексия-человека Божия в Репном Воронежской области»[8]
- Почётное звание «Заслуженный художник Российской Федерации» (2019) — «За большой вклад в развитие отечественной культуры и искусства, многолетнюю плодотворную деятельность»[9]
- Медаль ордена «За заслуги перед Отечеством» II степени (2020) — «За большой вклад в организацию и проведение социально важных, общественно значимых мероприятий»[10]
- Медаль «Достойному» Российской академии художеств (2021) — «За создание Патриаршего Собора Русской Православной церкви во имя Воскресения Христова Главного храма Вооружённых сил РФ»[11]